# Henry Louis Le Châtelier
Henry Louis Le Châtelier (París, 8 d'octubre de 1850 - Miribel-les-Échelles, 17 de setembre de 1936) va ser un important químic francès conegut pel seu principi d'equilibris químics o Principi de Le Châtelier.

## Biografia
Henry Le Châtelier era fill d'un enginyer que va exercir un important paper dins de la indústria francesa en el segle xix, ja que va participar en el seu naixement, especialment la indústria de l'alumini, en la introducció del procediment Martin-Siemens en la siderúrgia i en el desplegament de transports ferroviaris. Tot això va influir decisivament en la futura carrera d'Henry.
Sa mare li va donar una educació molt rigorosa i estricta. Deia: Vaig ser habituat a una disciplina molt estricta: calia alçar-se a l'hora, preparar en temps útil les meves tasques i lliçons, menjar tot el desdejuni, etc. Vaig conservar durant tota la meva vida el respecte a l'ordre i la llei. L'ordre és una de les formes més perfectes de la civilització."
Va efectuar els seus estudis en el Collège Rollin a París. Després de només un any de matemàtiques especials, va entrar com son pare a l'École polytechnique el 25 d'octubre de 1869. Després d'un expedient brillant a l'Escola Politècnica (va ser el primer de la seva promoció) va entrar a L'École des Mines de París el 1871, d'on en va sortir en tercer lloc d'excel·lència. Va freqüentar el laboratori de Henri Sainte-Claire Deville en L'École normale superieure. També va seguir estudis literaris i, després, va defensar en nombrosos assajos la importància dels estudis literaris en l'educació.
Com tots els alumnes de L'Escola Politècnica, va ser nomenat subtinent l'11 de setembre de 1870, i va participar en el Setge de París. Va contraure matrimoni amb Genièvre Nicolas amiga de la família i germana de quatre estudiants de l'Escola Politècnica amb la qual van tenir quatre filles i tres fills.
A pesar de la seva formació com a enginyer i de, fins i tot interessar-se en els problemes industrials, va preferir seguir una carrera de professor investigador en química en compte de seguir una carrera en la indústria. En 1887 va ser triat com a cap del departament de química general en L'École de Mines de París, que va exercir fins al seu retir.
Va intentar convertir-se en professor de química a l'Escola Politècnica en 1884 i en 1897, però no ho aconseguí. Va ser el successor de Paul Schützenberger en el càrrec de cap de química mineral en el Collège de France (Col·legi de França) després en La Sorbona va succeir a Henri Moissan. Va ser nomenat membre de L'Académie des sciences el 1907 després de quatre temptatives desafortunades (1884-1897-1898 i 1900).
D'una manera típica als científics i enginyers de la seva època, tenia una visió científica de la indústria. Va ser un dels qui van difondre la teories de Frederick Winslow Taylor. Políticament, va ser conservador. El 1934, va prendre posició contra la durada de la jornada de treball setmanal de 40 hores. Contràriament a altres científics de l'època i a pesar de certes conviccions anti-parlamentaristes, es va proclamar en contra dels moviments d'extrema dreta.
Va ser distingit membre de la Legió d'Honor (Cavaller) en 1887 després va ser elevat a rang d'Oficial el 1908, de Comandant el 1919 i Gran Oficial el 1927. Va ser llorejat amb la Medalla Davy de la Royal Society el 1916.

## Obra
Els temes en els quals va treballar varen ser:
- Fenòmens de Combustió (1898).
- Teoria dels equilibris químics, la mesura de temperatures elevades i els fenòmens de dissociació (1898-1899).
- Propietats dels aliatges metàl·lics(1899-1909).
- Aliatges del ferro (1900-1901).
- Mètodes generals de química analítica (1901-1902).
- Lleis generals de la química analítica (1901-1902).
- Les lleis generals de la mecànica química (1903).
- El silici i els seus composts (1905-1906).
- Algunes aplicacions pràctiques dels principis fonamentals de la química (1906-1907).
- Propietats dels metalls i d'alguns aliatges (1907).

Però Henry Le Châtelier és conegut per dos temes sobre els quals va publicar aproximadament trenta treballs entre 1884 i 1914:
- El principi de l'equilibri químic que duu el seu nom Principi de Le Châtelier i que permet predir cap on evolucionarà un equilibri químic quan s'hi introdueixi una modificació (variació de temperatura, de pressió o volum, en algun dels components) d'una forma qualitativa.
- La variació de la solubilitat de les sals en una solució ideal.

També va efectuar nombrosos treballs en Metal·lúrgia. Va ser un dels fundadors de la revista tècnica La revue de métallurgie (La revista de la metal·lúrgia). Part del treball de Le Châtelier va ser dedicat a la indústria. Per exemple, va desenvolupar investigacions per a La Société des chaux et ciments Pavin de Lafarge. La seva tesi doctoral va ser dedicada al tema dels morters: Recherches expérimentales sur la constitution des mortiers hydrauliques (Investigació experimental en la composició de morters hidràulics).

### Obres
Va publicar nombrosos articles, publicacions, comunicats científics i onze llibres:
- Combustion des mélanges gazeux explosifs, amb François Ernest Mallard, 1883.
- Constitution des mortiers hydrauliques, tesi, 1887.
- Les équilibres chimiques, 1888.
- Les mesures de températures élevées, amb Boudouard, 1900.
- Sur la constitution des mortiers hydrauliques, 1904.
- Le carbone et les lois générales de la chimie, 1908.
- L'introduction à l'étude de la métallurgie: le chauffage industriel, 1912.
- La silice et les silicates, 1914.
- Sciences et industrie, Bibliothèque de philosophie scientifique, éd. Flammarion, 1925 (288 p.). Reeditada en 2001 per éd. du CTHS (Paris), ISBN 2-7355-0488-3
- Le taylorisme, 1934-
- De la méthode dans les sciences expérimentales, 1936.